# Buranissimo forte
Buranissimo forte je hudební album litvínovského písničkáře Xaviera Baumaxy. Album bylo nahráno ve studiu SoundBox 10.-11. 12. 2004 a 9. 1. 2005.

## Seznam skladeb
| 01 | Nedělní chvilka poesie                          | 0:22 |
| 02 | Muchomír Murár – Všade zatvárajú                | 0:21 |
| 03 | Otvírákem                                       | 3:07 |
| 04 | Držka v blátě                                   | 3:20 |
| 05 | Špulka a já                                     | 3:15 |
| 06 | Alfred Strejček                                 | 1:35 |
| 07 | Pažitka                                         | 3:15 |
| 08 | Snížek                                          | 3:53 |
| 09 | Lidé z malých vesniček                          | 2:36 |
| 10 | Penis                                           | 4:00 |
| 11 | Václav Zahradník – Definice dirigentského stylu | 0:17 |
| 12 | Pozor, jazz!                                    | 4:04 |
| 13 | Em Rudenko – Superstar                          | 3:08 |
| 14 | Pan farář                                       | 0:23 |
| 15 | Täborääk sonxx                                  | 3:08 |
| 16 | Nedělní chvilka poesie                          | 0:23 |
| 17 | Elvis Presley – Alenka v říši pod hladinou      | 0:23 |
| 18 | Nowodobé kulty                                  | 3:15 |
| 19 | Muž, který prohrál                              | 4:55 |
| 20 | Ozajstný hip-hop                                | 3:21 |